# Katharinenkirche (Breslau)

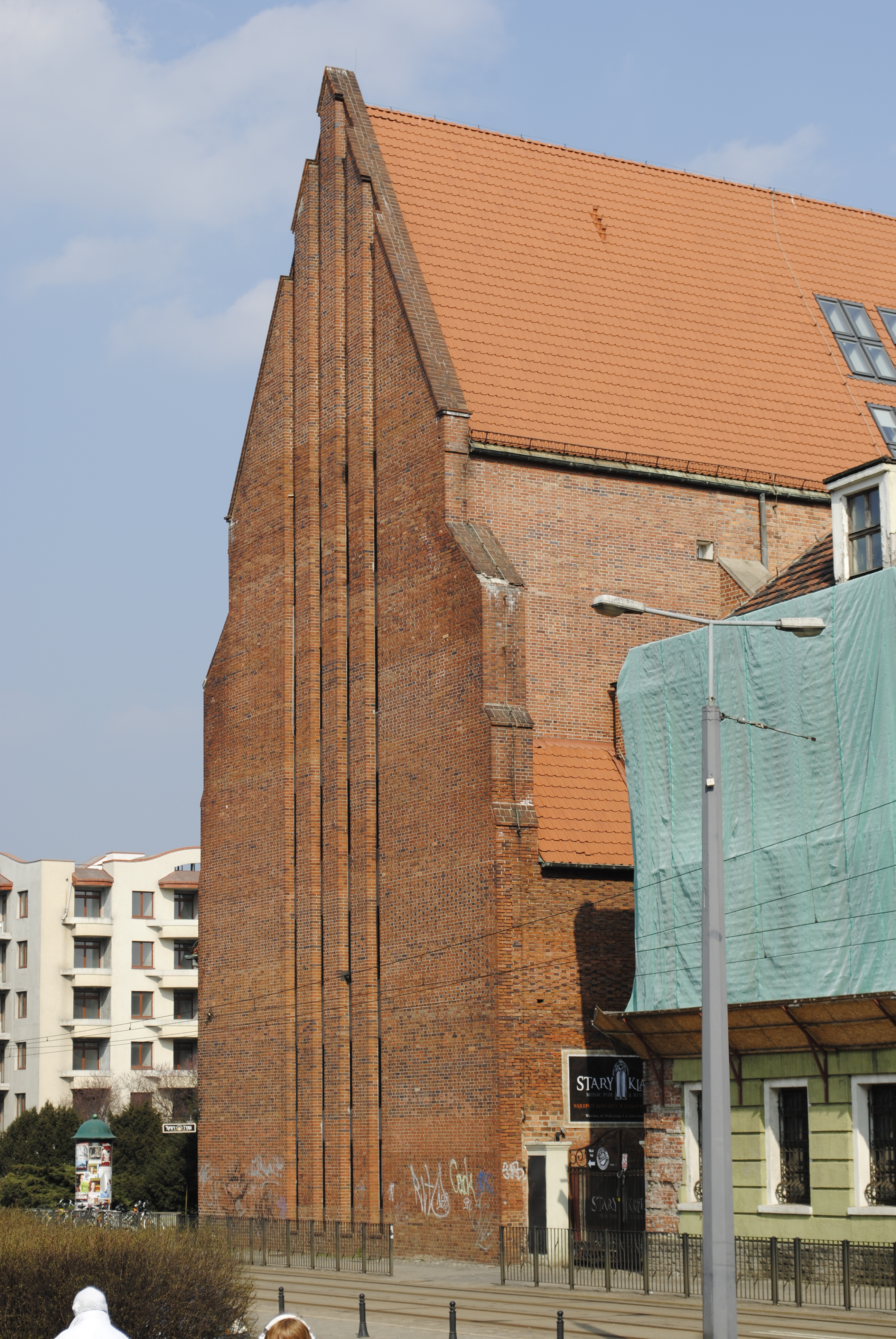
Westgiebel der Katharinenkirche

Die Katharinenkirche (polnisch Kosciół św. Katarzyny) ist ein profaniertes Kirchengebäude (Klosterkirche der Dominikanerinnen, später altlutherische Pfarrkirche) in Breslau in Polen.

## Geschichte

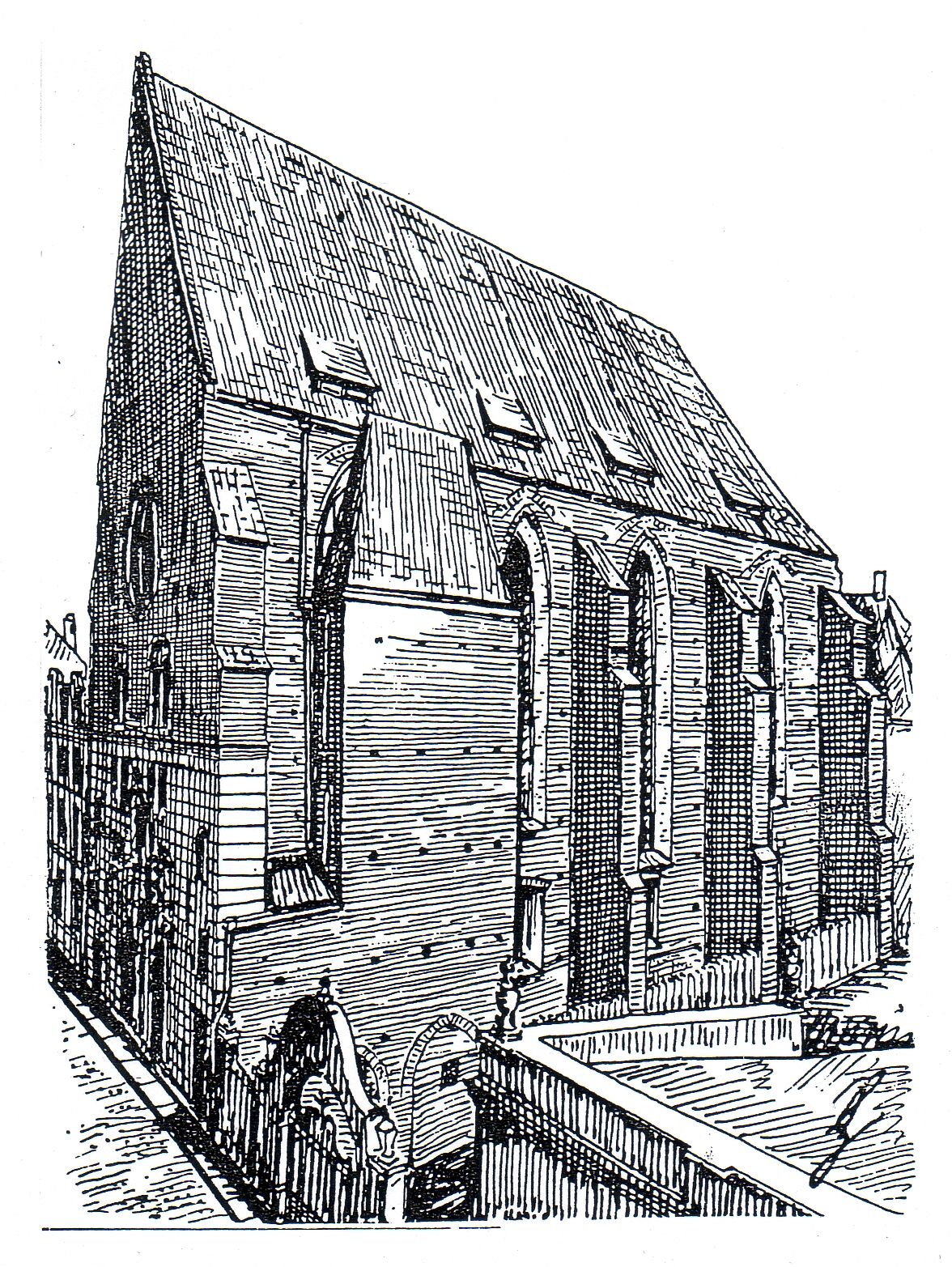
Zeichnung der Kirche 1907

Um das Jahr 1295 wurde das Breslauer Dominikanerinnenkloster gegründet. Eine Urkunde vom 14. Juni 1302 lässt den Schluss zu, dass es eine Stiftung des Herzogs Heinrich V. war. Das Kloster wurde in den folgenden Jahren mit reichen Schenkungen ausgestattet. Die Katharinenkirche wurde als Doppelkirche mit zwei übereinanderliegenden Kirchenschiffen errichtet. Mit ihrem Bau ist vor dem Jahr 1314 begonnen worden.
In der Reformationszeit leisteten die Breslauer Dominikanerinnen einer Aufhebung ihres Klosters Widerstand. In einem Schreiben des Jahres 1527 beschwerte sich die Priorin bei Herzog Karl von Münsterberg über die gegen den Konvent gerichtete Volkswut. In den folgenden Jahrzehnten verlor das Kloster durch die Reformation viele seiner Privilegien und zugesicherte Zahlungen z. B. aus Erbschaften. Die Klostergebäude wurden baufällig, der Kirchturm musste deshalb abgetragen werden.
Am 30. Oktober 1810 wurde das Katharinenkloster im Zuge der Säkularisation aufgehoben und die Klosterkirche zum Heumagazin. Die Altlutheraner unter Leitung von Johann Gottfried Scheibel erwarben schließlich die Klosterkirche und weihten sie am 8. Oktober als evangelisch-lutherische Pfarrkirche. In dieser Funktion verblieb das Gotteshaus bis zu seiner Zerstörung im Zweiten Weltkrieg.
In den Jahren 1975 bis 1980 wurde die Kirche in ihren äußeren Formen zum Wohnhaus wieder aufgebaut und im Inneren mehrere Zwischendecken eingezogen.

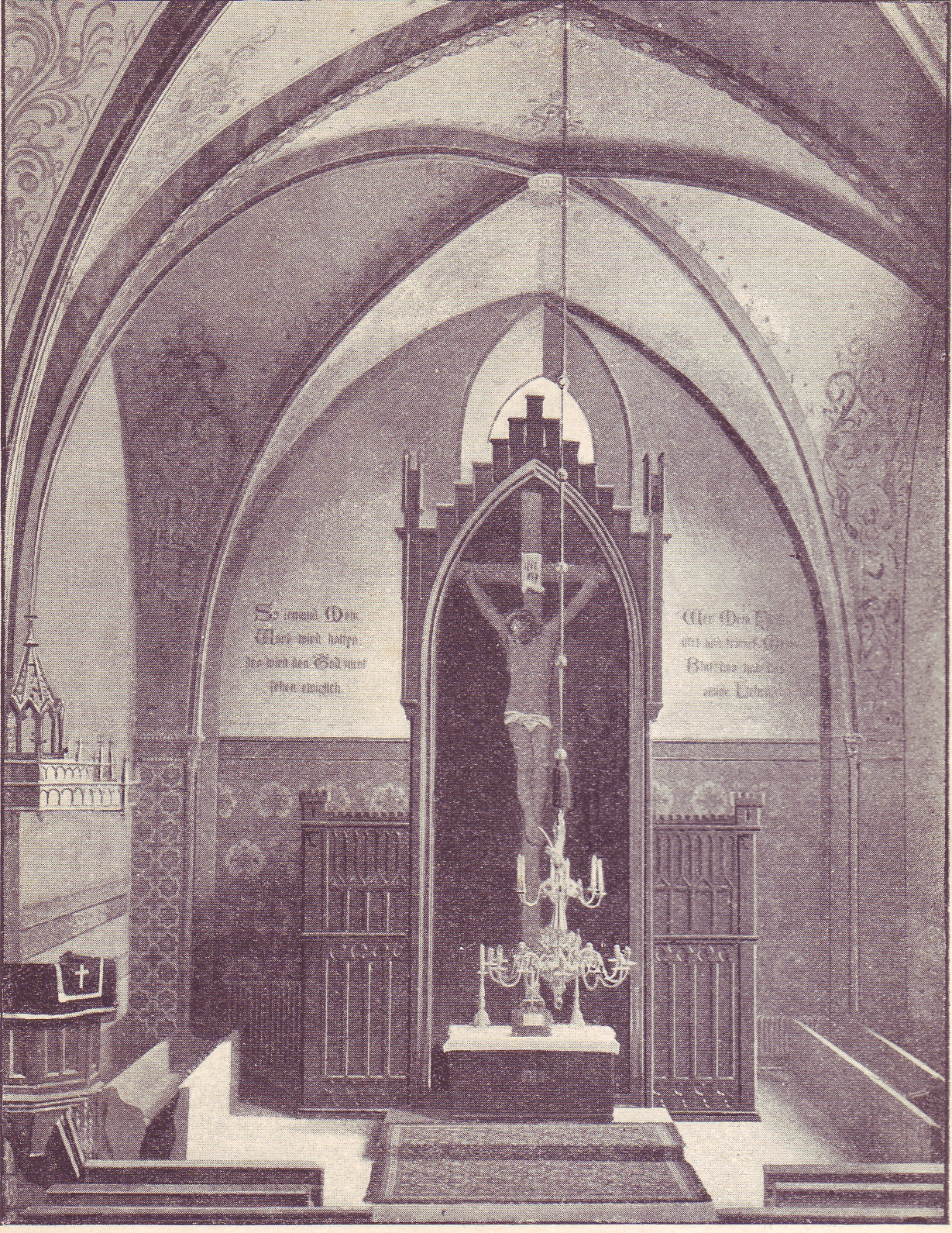
Altarraum